# Baskenland-Rundfahrt 2023
Die Baskenland-Rundfahrt 2023 war die 62. Austragung des spanischen Etappenrennens. Das Radrennen fand vom 3. bis zum 8. April im Rahmen von sechs Etappen statt und war Teil der UCI WorldTour 2023.
Den Gesamtsieg sicherte sich Jonas Vingegaard (Jumbo-Visma), der auch die Punktewertung und drei Etappen gewann. Mit einem Rückstand von einer Minute und zwölf Sekunden belegte Mikel Landa (Bahrain Victorious) den zweiten Gesamtrang. Ion Izagirre (Cofidis) wurde dritter und wies einen Rückstand von einer Minute und 29 Sekunden auf. Die Bergwertung ging an Jon Barrenetxea (Caja Rural-Seguros RGA), während sich Brandon McNulty (UAE Team Emirates) die Nachwuchswertung sicherte. Das Team Soudal Quick-Step gewann die Mannschaftswertung.

## Streckenführung
Insgesamt legten die Fahrer in den sechs Etappen 992,5 Kilometer zurück. Es standen sechs hüglige Etappen auf dem Programm, die keine Bergankunft beinhalten. Die Rundfahrt begann in der baskischen Hauptstadt Vitoria-Gasteiz und verlief auf den ersten Etappen im Landesinneren, wobei die zweite Etappe in Viana begann, das in der Provinz Navarra liegt. Der dritte Abschnitt wurde im hügligen Umland von San Sebastián ausgetragen und endete mit einer kurzen Schlusssteigung in Villabona. Die beiden nachfolgenden Etappen wurden in unterschiedlichen Schleifen um Bilbao ausgetragen. Die abschließende sechste Etappe startete und endete in Eibar und beinhaltet sechs Bergwertungen, wobei die letzte rund zehn Kilometer vor dem Ziel passiert wurde. Der höchste Punkt der Rundfahrt war die kleine Ortschaft Opakua mit einer Höhe von 1020 Metern.
| Etappe         | Datum             | Strecke                               | Typ                 | km    |
| -------------- | ----------------- | ------------------------------------- | ------------------- | ----- |
| 1              | Mo, 3. April 2023 | Vitoria-Gasteiz – Labastida           | Mittelgebirgsetappe | 165,4 |
| 2              | Di, 4. April 2023 | Viana – Leitza                        | Mittelgebirgsetappe | 193,8 |
| 3              | Mi, 5. April 2023 | Errenteria – Villabona                | Mittelgebirgsetappe | 153,9 |
| 4              | Do, 6. April 2023 | Santurtzi – Santurtzi                 | Mittelgebirgsetappe | 175,7 |
| 5              | Fr, 7. April 2023 | Amorebieta-Etxano – Amorebieta-Etxano | Mittelgebirgsetappe | 165,9 |
| 6              | Sa, 8. April 2023 | Eibar – Eibar                         | Mittelgebirgsetappe | 137,8 |
| Gesamtdistanz: | Gesamtdistanz:    | Gesamtdistanz:                        | Gesamtdistanz:      | 992,5 |

## Reglement
Im Rahmen der 62. Auflage wurden Trikots für die Gesamtwertung (gelb), Punktewertung (grün), Bergwertung (rot mit weißen Punkten) und Nachwuchswertung (blau) vergeben. Zusätzlich gab es eine Teamwertung und eine Auszeichnung des aktivsten Fahrers.
Für die Teamwertung wurden die Zeiten der drei besten Fahrer pro Etappe zusammengezählt. Während den Etappen gab es die Möglichkeit, Zeitbonifikationen zu gewinnen, um sich in der Gesamtwertung zu verbessern. Die Vergabe der Sekunden sowie der Punkte für die Punkte- und Bergwertung wird in der folgenden Tabelle erklärt.
|                 |                | 1. | 2. | 3. | 4. | 5. | 6. | 7. | 8. | 9. | 10. | 11. | 12. | 13. | 14. | 15. | Platz    |
| Punktewertung   | Zielankunft    | 25 | 20 | 16 | 14 | 12 | 10 | 9  | 8  | 7  | 6   | 5   | 4   | 3   | 2   | 1   | Punkte   |
| Punktewertung   | Zwischensprint | 10 | 6  | 4  |    |    |    |    |    |    |     |     |     |     |     |     | Punkte   |
| Bergwertung     | 1. Kategorie   | 10 | 8  | 6  | 4  | 2  | 1  |    |    |    |     |     |     |     |     |     | Punkte   |
| Bergwertung     | 2. Kategorie   | 6  | 4  | 2  | 1  |    |    |    |    |    |     |     |     |     |     |     | Punkte   |
| Bergwertung     | 3. Kategorie   | 3  | 2  | 1  |    |    |    |    |    |    |     |     |     |     |     |     | Punkte   |
| Bonussekununden | Zielankunft    | 10 | 6  | 4  |    |    |    |    |    |    |     |     |     |     |     |     | Sekunden |
| Bonussekununden | Zwischensprint | 3  | 2  | 1  |    |    |    |    |    |    |     |     |     |     |     |     | Sekunden |

## Teilnehmende Mannschaften und Fahrer
Neben den 18 UCI WorldTeams starteten auch 5 UCI ProTeams bei der Rundfahrt. Für jedes Team waren sieben Fahrer startberechtigt, wobei Jaakko Hänninen (AG2R Citroën) das Rennen nicht in Angriff nahm.
Mit Jonas Vingegaard (Jumbo-Visma), David Gaudu (Groupama-FDJ), Enric Mas (Movistar), Simon Yates (Jayco AlUla), Mikel Landa, Pello Bilbao (beide Bahrain Victorious), Egan Bernal, Daniel Felipe Martínez (beide Ineos Grenadiers), Richard Carapaz, Rigoberto Urán, Esteban Chaves (alle EF Education-EasyPost), Brandon McNulty, Marc Soler (beide UAE Team Emirates), Sergio Higuita, Emanuel Buchmann (beide Bora-hansgrohe), Bauke Mollema, Mattias Skjelmose Jensen (beide Trek-Segafredo), Rui Costa (Intermarché-Circus-Wanty) und Ion Izagirre (Cofidis) starteten mehrere Rundfahrt-Spezialisten bei der 62. Austragung.
In Abwesenheit der Top-Sprinter galten Ethan Hayter (Ineos Grenadiers), Andrea Vendrame (AG2R Citroën), Quinten Hermans (Alpecin-Deceuninck), Ide Schelling (Bora-hansgrohe), Dion Smith (Intermarché-Circus-Wanty), Jon Aberasturi (Trek-Segafredo) zu den endschnellsten Fahrer.
| UCI WorldTeams | UCI WorldTeams        | UCI WorldTeams | UCI WorldTeams           | UCI WorldTeams | UCI WorldTeams    | UCI ProTeams | UCI ProTeams           |
| -------------- | --------------------- | -------------- | ------------------------ | -------------- | ----------------- | ------------ | ---------------------- |
| ACT            | AG2R Citroën Team     | GFC            | Groupama-FDJ             | DSM            | Team DSM          | BBH          | Burgos-BH              |
| ADC            | Alpecin-Deceuninck    | IGD            | Ineos Grenadiers         | JAY            | Team Jayco AlUla  | CJR          | Caja Rural-Seguros RGA |
| AST            | Astana Qazaqstan Team | ICW            | Intermarché-Circus-Wanty | TFS            | Trek-Segafredo    | EKP          | Equipo Kern Pharma     |
| TBV            | Bahrain Victorious    | TJV            | Jumbo-Visma              | UAD            | UAE Team Emirates | EUS          | Euskaltel-Euskadi      |
| BOH            | Bora-Hansgrohe        | MOV            | Movistar Team            |                |                   | TEN          | TotalEnergies          |
| COF            | Cofidis               | SOQ            | Soudal Quick-Step        |                |                   |              |                        |
| EFE            | EF Education-EasyPost | ARK            | Team Arkéa-Samsic        |                |                   |              |                        |

## Rennverlauf und Ergebnisse
Die erste Etappe ging in einem Massensprint zu Ende in dem sich Ethan Hayter (Ineos Grenadiers) vor Mauro Schmid (Soudal Quick-Step) und Jon Aberasturi (Trek-Segafredo) durchsetzte. Beim zweiten Zwischensprint sicherten sich die Gesamtklassement-Fahrer Daniel Felipe Martínez (Ineos Grenadiers), Jonas Vingegaard (Jumbo-Visma) und Marc Soler (UAE Team Emirates) drei, zwei bzw. eine Bonussekunde, wodurch sie nun in der Gesamtwertung auf den Plätzen vier bis sechs lagen.
Die zweite Etappe endete in einem Sprint unmittelbar nach einer Abfahrt, was für viel Kritik von Seiten der Fahrer sorgte. Den Etappensieg sicherte sich Ide Schelling (Bora-hansgrohe), der zugleich das gelbe Führungstrikot übernahm. Hinter Matteo Sobrero (Jayco AlUla) belegte David Gaudu (Groupama-FDJ) den dritten Platz und sicherte sich so vier Bonussekunden. Mit Enric Mas (Movistar), Esteban Chaves (EF Education-EasyPost), Emanuel Buchmann (Bora-hansgrohe) und Bauke Mollema (Trek-Segafredo) erreichten mehrere Gesamtklassement-Fahrer das Ziel in einer abgehängten Gruppe und verloren 11 Sekunden auf den Etappensieger. Eine noch größere Lücke wies der Vorjahressieger Daniel Felipe Martínez auf, der das Ziel als 74. mit einem Rückstand von einer halben Minute erreichte. Marc Soler, kam in der Schlussabfahrt zu Sturz und musste das Rennen aufgeben. Mikel Landa (Bahrain Victorious) griff rund 40 Kilometer vor dem Ziel an und sicherte sich drei Bonussekunden beim zweiten Zwischensprint, ehe er in der Schlusssteigung eingeholt wurde und die Etappe mit der ersten Gruppe beendete. Als Gesamtvierter war er nun von den Rundfahrt-Spezialisten am besten positioniert.
Die dritte Etappe endete mit einer kurzen steilen Rampe, die Steigungsprozente von über 20 % aufwies. Im bergauf Sprint setzte sich Jonas Vingegaard mit einem Vorsprung von zwei Sekunden vor Mikel Landa und Enric Mas durch und übernahm zugleich die Gesamtwertung. Die meisten Gesamtklassement-Fahrer verloren rund 20 Sekunden, wobei der Titelverteidiger Daniel Felipe Martínez mit 26 den größten Rückstand aufwies. In den steilsten Rampen des Schlussanstiegs kam es zu einer Berührung zwischen Juan Pedro López (Trek-Segafredo) und Sergio Higuita (Bora-hansgrohe), wodurch der Kolumbianer das Gleichgewicht verlor und zum Stillstand kam. Weitere Fahrer wie Richard Carapaz (EF Education Easy-Post) wurden durch den Zwischenfall gebremst und konnten nicht in den Kampf um den Tagessieg eingreifen. In der Gesamtwertung lag Jonas Vingegaard nun fünf Sekunden vor Mikel Landa und 16 Sekunden vor David Gaudu.
Auf der vierten Etappe setzten sich Jonas Vingegaard und Mikel Landa im Schlussanstieg rund 20 Kilometer vor dem Ziel von den anderen Favoriten ab. Dahinter bildete sich eine rund 20 Fahrer umfassende Verfolgergruppe, in der mit Ausnahme von Daniel Felipe Martínez und Richard Carapaz alle Titelanwärter vertreten waren. Im Sprint setzte sich Jonas Vingegaard gegenüber Mikel Landa durch und baute seine Führung in der Gesamtwertung weiter aus, während Mauro Schmid die Verfolgergruppe mit einem Rückstand von nur zwei Sekunden über die Ziellinie führte. Jonas Vingegaard führte die Gesamtwertung nun mit 12 Sekunden an, da er beim zweiten Zwischensprint weitere drei Sekunden an Bonussekunden holte. David Gaudu wies als dritter bereits einen Rückstand von 31 Sekunden auf. Die fünfte Etappe endete in einem Sprint aus einer kleinen Gruppe, in dem sich Sergio Higuita (Bora-hansgrohe) vor Andrea Bagioli (Soudal Quick-Step) und Mattias Skjelmose Jensen (Trek-Segafredo) durchsetzte. Jonas Vingegaard sicherte sich beim ersten Zwischensprint eine Bonussekunde und lag vor dem letzten Etappentag 12 Sekunden vor Mikel Landa.
Auf der sechsten und letzten Etappe fixierte Jonas Vingegaard seinen Sieg in der Gesamtwertung, nachdem er sich rund 28 Kilometer vor dem Ziel im vorletzten Anstieg absetzte und als Solist mit einem Vorsprung von 47 Sekunden im Ziel ankam. Im Kampf um Platz zwei setzte sich James Knox (Soudal Quick-Step) durch, nachdem er sich kurz vor dem Ziel aus einer kleinen Gruppe gelöst hatte. Ion Izagirre (Cofidis) belegte im Sprint den dritten Platz und schob sich aufgrund der drei Bonussekunden auf das Podium der Gesamtwertung, wo er David Gaudu vom dritten Gesamtrang verdrängte. Schlussendlich gewann Jonas Vingegaard die Gesamtwertung mit einem Vorsprung von einer Minute und zwölf Sekunden vor Mikel Landa.

### Etappe 1: Vitoria-Gasteiz – Labastida (165,4 km)
Die erste Etappe führte von Vitoria-Gasteiz nach Labastida. Nach 25 flachen Kilometern die Richtung Osten führten, wird mit dem Anstieg nach Opakua (1020 m) der höchste Punkt der Rundfahrt in Angriff genommen. Dieser war als Bergwertung der 2. Kategorie klassifiziert und wies auf seiner Länge von 7,1 Kilometern eine durchschnittliche Steigung von 5,8 % auf. Nach einem kurzen Plateau folgte die Abfahrt nach Maestu, ehe es durch den Parque Natural de Izki bis kurz vor Zambrana ging. Wenig später wurde nach 110,4 gefahrenen Kilometern der Zielort Labastida erreicht, wo der erste Zwischensprint ausgefahren wurde. Im Anschluss führte die Strecke weiter in Richtung Osten wo in Laguardia rund 20 Kilometer vor dem Ziel der zweite Zwischensprint erfolgte. Die letzten Kilometer führten zurück nach Labastida, wo sich das Ziel am Ende einer kurzen Steigung befand.
| Platz | Fahrer                   | Nation | Team                   | Zeit                   |
| ----- | ------------------------ | ------ | ---------------------- | ---------------------- |
| 01.   | Ethan Hayter             | GBR    | Ineos Grenadiers       | 4:01:24 h (41,11 km/h) |
| 02.   | Mauro Schmid             | SUI    | Soudal Quick-Step      | "                      |
| 03.   | Jon Aberasturi           | ESP    | Trek-Segafredo         | "                      |
| 04.   | Alex Aranburu            | ESP    | Movistar Team          | "                      |
| 05.   | Orluis Aular             | VEN    | Caja Rural-Seguros RGA | "                      |
| 06.   | Richard Carapaz          | ECU    | EF Education-EasyPost  | "                      |
| 07.   | Quinten Hermans          | BEL    | Alpecin-Deceuninck     | "                      |
| 08.   | Gonzalo Serrano          | ESP    | Movistar Team          | "                      |
| 09.   | Mattias Skjelmose Jensen | DEN    | Trek-Segafredo         | "                      |
| 10.   | Christian Scaroni        | ITA    | Astana Qazaqstan Team  | "                      |

| Platz | Fahrer                 | Nation | Team                   | Zeit       |
| ----- | ---------------------- | ------ | ---------------------- | ---------- |
| 01.   | Ethan Hayter           | GBR    | Ineos Grenadiers       | 4:01:14 h  |
| 02.   | Mauro Schmid           | SUI    | Soudal Quick-Step      | + 0:04 min |
| 03.   | Jon Aberasturi         | ESP    | Trek-Segafredo         | + 0:06 min |
| 04.   | Daniel Felipe Martínez | COL    | Ineos Grenadiers       | + 0:07 min |
| 05.   | Jonas Vingegaard       | DEN    | Jumbo-Visma            | + 0:08 min |
| 06.   | Marc Soler             | ESP    | UAE Team Emirates      | + 0:09 min |
| 07.   | Cristián Rodríguez     | ESP    | Team Arkéa-Samsic      | "          |
| 08.   | Alex Aranburu          | ESP    | Movistar Team          | + 0:10 min |
| 09.   | Orluis Aular           | VEN    | Caja Rural-Seguros RGA | "          |
| 10.   | Richard Carapaz        | ECU    | EF Education-EasyPost  | "          |

### Etappe 2: Viana – Leitza (193,8 km)
Die zweite und längste Etappe führte von Viana nach Leitza und fand großteils in der Provinz Navarra statt. Auf den ersten 60 Kilometern führte die Strecke über wellige Straßen in Richtung Westen, ehe mit dem Alto de Etxauri (684 m) die erste Bergwertung des Tages abgenommen wurde. Sie wies auf ihren 11 Kilometern nur flache Steigungsprozente auf und war als Anstieg der 2. Kategorie klassifiziert. Im Anschluss folgte eine lange Abfahrt, ehe es in Richtung Norden nach Irurtzun ging. Bei Uitzi (808 m) wurde nach 123,4 gefahrenen Kilometern eine Bergwertung der 3. Kategorie abgenommen und es folgte wenig später die erste Zieldurchfahrt in Leitza, bei der ein Zwischensprint ausgefahren wurde. Nun drehte die Fahrtrichtung gen Osten und die Fahrer nahmen den Anstieg nach Arkiskil (695 m) in Angriff, der als Bergwertung der 3. Kategorie klassifiziert war. Nach der anschließenden Abfahrt folgte mit dem Anstieg nach Saldías (566 m) die größte Schwierigkeit des Tages. Dieser war zwar nur 2,3 Kilometer lang, wies jedoch eine Durchschnittsteigung von 9,2 % auf. Die Kuppe des Anstiegs der 2. Kategorie wurde 46 Kilometer vor dem Ziel überquert und es folgte eine längere Abfahrt, die die Fahrer nach Doneztebe zum zweiten Zwischensprint führte. Dieser wurde rund 28 Kilometer vor dem Ziel ausgefahren, ehe die Fahrtrichtung gen Westen drehte und die Fahrer den 11 Kilometer langen Schlussanstieg nach Arkiskil in Angriff nahmen. Die Kuppe des Anstiegs der 2. Kategorie wurde fünf Kilometer vor dem Ziel erreicht, ehe es bergab zum Zielort Leitza ging.
| Platz | Fahrer            | Nation | Team                  | Zeit                   |
| ----- | ----------------- | ------ | --------------------- | ---------------------- |
| 01.   | Ide Schelling     | NED    | Bora-hansgrohe        | 4:53:33 h (39,61 km/h) |
| 02.   | Matteo Sobrero    | ITA    | Team Jayco AlUla      | "                      |
| 03.   | David Gaudu       | FRA    | Groupama-FDJ          | "                      |
| 04.   | Alex Aranburu     | ESP    | Movistar Team         | "                      |
| 05.   | Brandon McNulty   | USA    | UAE Team Emirates     | "                      |
| 06.   | Andrea Bagioli    | ITA    | Soudal Quick-Step     | "                      |
| 07.   | Rigoberto Urán    | COL    | EF Education-EasyPost | "                      |
| 08.   | Christian Scaroni | ITA    | Astana Qazaqstan Team | "                      |
| 09.   | Simon Guglielmi   | FRA    | Team Arkéa-Samsic     | "                      |
| 10.   | Ruben Guerreiro   | POR    | Movistar Team         | "                      |

| Platz | Fahrer                   | Nation | Team                  | Zeit       |
| ----- | ------------------------ | ------ | --------------------- | ---------- |
| 01.   | Ide Schelling            | NED    | Bora-hansgrohe        | 8:54:47 h  |
| 02.   | Matteo Sobrero           | ITA    | Team Jayco AlUla      | + 0:04 min |
| 03.   | David Gaudu              | FRA    | Groupama-FDJ          | + 0:06 min |
| 04.   | Mikel Landa              | ESP    | Bahrain Victorious    | + 0:07 min |
| 05.   | Jonas Vingegaard         | DEN    | Jumbo-Visma           | + 0:08 min |
| 06.   | Alex Aranburu            | ESP    | Movistar Team         | + 0:10 min |
| 07.   | Andrea Bagioli           | ITA    | Soudal Quick-Step     | "          |
| 08.   | Christian Scaroni        | ITA    | Astana Qazaqstan Team | "          |
| 09.   | Mattias Skjelmose Jensen | DEN    | Trek-Segafredo        | "          |
| 10.   | Richard Carapaz          | ECU    | EF Education-EasyPost | "          |

### Etappe 3: Errenteria – Villabona (153,9 km)
Die dritte Etappe startete in Errenteria und führte über fünf Bergwertungen der 3. Kategorie nach Villabona, wo sich das Ziel am Ende einer kurzen, steilen Rampe befand. Die ersten 50 Kilometer verliefen auf großteils flachen Straßen entlang der Küste, wobei kurz nach dem Start San Sebastián durchfahren wurde. Bei Zumaia führte die Strecke ins Landesinnere, ehe nach 57,6 Kilometern mit dem Anstieg nach Meaga (143 m) die erste Bergwertung des Tages überquert wurde. Im Anschluss erfolgte die Auffahrt auf den Andazarrate über die GI-2631, wo auf einer Höhe von 327 Metern eine weitere Bergwertung abgenommen wurde. Nachdem diese beim Kilometer 72,7 passiert wurde, stieg die Straße kurzzeitig weiter an, ehe eine längere Abfahrt folgte, die die Fahrer nach Villabona führte, wo nach 92 gefahrenen Kilometern der erste Zwischensprint ausgefahren wurde. Nach einer kurzen nicht-kategorisierten Steigung wurden die Anstieg nach Altzo (220 m) und Orendain (377 m) in Angriff genommen, ehe die zweite Auffahrt des Altzo zurück in Richtung Norden führte. Die Bergwertungen wurden rund 47, 36 und 24 Kilometer vor dem Ziel abgenommen. Die letzten Kilometer beinhalteten drei nicht-kategorisierte Steigungen, die kurz vor dem Ziel befahren wurden. Zusätzlich wurde fünf Kilometer vor dem Ziel in Aduna der zweite Zwischensprint ausgefahren.
| Platz | Fahrer                   | Nation | Team               | Zeit                   |
| ----- | ------------------------ | ------ | ------------------ | ---------------------- |
| 01.   | Jonas Vingegaard         | DEN    | Jumbo-Visma        | 3:51:58 h (42,10 km/h) |
| 02.   | Mikel Landa              | ESP    | Bahrain Victorious | + 0:02 min             |
| 03.   | Enric Mas                | ESP    | Movistar Team      | "                      |
| 04.   | Ion Izagirre             | ESP    | Cofidis            | + 0:08 min             |
| 05.   | David Gaudu              | FRA    | Groupama-FDJ       | "                      |
| 06.   | Mattias Skjelmose Jensen | DEN    | Trek-Segafredo     | + 0:10 min             |
| 07.   | Felix Gall               | AUT    | AG2R Citroën Team  | + 0:12 min             |
| 08.   | Andrea Bagioli           | ITA    | Soudal Quick-Step  | "                      |
| 09.   | Simon Yates              | GBR    | Team Jayco AlUla   | "                      |
| 10.   | Alex Aranburu            | ESP    | Movistar Team      | "                      |

| Platz | Fahrer                   | Nation | Team               | Zeit       |
| ----- | ------------------------ | ------ | ------------------ | ---------- |
| 01.   | Jonas Vingegaard         | DEN    | Jumbo-Visma        | 12:46:43 h |
| 02.   | Mikel Landa              | ESP    | Bahrain Victorious | + 0:05 min |
| 03.   | David Gaudu              | FRA    | Groupama-FDJ       | + 0:16 min |
| 04.   | Matteo Sobrero           | ITA    | Team Jayco AlUla   | + 0:18 min |
| 05.   | Ion Izagirre             | ESP    | Cofidis            | + 0:20 min |
| 06.   | Enric Mas                | ESP    | Movistar Team      | + 0:21 min |
| 07.   | Mattias Skjelmose Jensen | DEN    | Trek-Segafredo     | + 0:22 min |
| 08.   | Alex Aranburu            | ESP    | Movistar Team      | + 0:24 min |
| 09.   | Andrea Bagioli           | ITA    | Soudal Quick-Step  | "          |
| 10.   | Rémy Rochas              | FRA    | Cofidis            | "          |

### Etappe 4: Santurtzi – Santurtzi (175,7 km)
Die vierte Etappe fand auf mehreren Schleifen mit Start und Ziel in Santurtzi nahe Bilbao statt. Die Strecke führte zunächst in Richtung Süden und nach 31,5 Kilometern wurde mit dem Malkuartu (308 m) die erste Bergwertung der 3. Kategorie überquert. Über Laudio ging es un weiter nach Orduña, wo die Fahrtrichtung gen Norden drehte. Bei Artziniega wurde der zweite Anstieg des Tages, der Santa Koloma (368 m), in Angriff genommen. Dieser war ebenfalls als Bergwertung der 3. Kategorie klassifiziert und wurde nach 80,5 gefahrenen Kilometern überquert. Weiters führte die Strecke über Balmaseda und Carral nach Bezi (339 m), wo die dritte Bergwertung der 3. Kategorie nach 103,2 Kilometern abgenommen wurde. Nun folgte eine lange, flache Abfahrt nach Muskiz, ehe die Fahrer den Zielort Santurtzi erreichten. Hier wurde 44,3 Kilometer vor dem Ziel der erste Zwischensprint ausgefahren, ehe es entlang der Küste nach La Rigada ging, wo 27 Kilometer vor dem Ziel der zweite Zwischensprint erfolgte. Die letzte Schwierigkeit des Tages stellt der Anstieg „La Asturiana“ dar, dessen höchster Punkt (497 m) kurz vor Zugaztieta rund 15 Kilometer vor dem Ziel erreicht wurde. Der 7,4 Kilometer lange Anstieg der 2. Kategorie wies eine durchschnittliche Steigung von 6,5 % auf, wobei speziell im unteren Teil deutlich höhere Steigungsprozente erreicht wurden. Nachdem die Bergwertung passiert wurde, führte eine Abfahrt über mehrere Kehren zum Zielort.
| Platz | Fahrer                   | Nation | Team                  | Zeit                   |
| ----- | ------------------------ | ------ | --------------------- | ---------------------- |
| 01.   | Jonas Vingegaard         | DEN    | Jumbo-Visma           | 4:22:26 h (40,17 km/h) |
| 02.   | Mikel Landa              | ESP    | Bahrain Victorious    | "                      |
| 03.   | Mauro Schmid             | SUI    | Soudal Quick-Step     | + 0:02 min             |
| 04.   | Matteo Sobrero           | ITA    | Team Jayco AlUla      | "                      |
| 05.   | Brandon McNulty          | USA    | UAE Team Emirates     | "                      |
| 06.   | Rigoberto Urán           | COL    | EF Education-EasyPost | "                      |
| 07.   | David Gaudu              | FRA    | Groupama-FDJ          | "                      |
| 08.   | Felix Gall               | AUT    | AG2R Citroën Team     | "                      |
| 09.   | Clément Champoussin      | FRA    | Team Arkéa-Samsic     | "                      |
| 10.   | Mattias Skjelmose Jensen | DEN    | Trek-Segafredo        | "                      |

| Platz | Fahrer                   | Nation | Team               | Zeit       |
| ----- | ------------------------ | ------ | ------------------ | ---------- |
| 01.   | Jonas Vingegaard         | DEN    | Jumbo-Visma        | 17:08:56 h |
| 02.   | Mikel Landa              | ESP    | Bahrain Victorious | + 0:12 min |
| 03.   | David Gaudu              | FRA    | Groupama-FDJ       | + 0:31 min |
| 04.   | Matteo Sobrero           | ITA    | Team Jayco AlUla   | + 0:33 min |
| 05.   | Ion Izagirre             | ESP    | Cofidis            | "          |
| 06.   | Enric Mas                | ESP    | Movistar Team      | + 0:36 min |
| 07.   | Mattias Skjelmose Jensen | DEN    | Trek-Segafredo     | + 0:37 min |
| 08.   | Brandon McNulty          | USA    | UAE Team Emirates  | + 0:38 min |
| 09.   | Simon Yates              | GBR    | Team Jayco AlUla   | + 0:39 min |
| 10.   | James Knox               | GBR    | Soudal Quick-Step  | + 0:46 min |

### Etappe 5: Amorebieta-Etxano – Amorebieta-Etxano (165,9 km)
Die fünfte Etappe fand auf einem Rundkurs mit Start und Ziel in Amorebieta-Etxano statt. Die Strecke beinhaltete Streckenpassagen, die auch beim Auftakt der Tour de France 2023 in die entgegengesetzte Richtung befahren werden sollten. Bereits nach 11,5 Kilometern wurde auf dem Monte Kalbo (334 m), die erste Bergwertung der 3. Kategorie abgenommen. Die Strecke führte anschließend in Richtung Norden, wo die Fahrer nach rund 40 Kilometern bei Lekeitio die Küste erreichten. Nun folgten sie der Küstenstraße in Richtung Westen, wobei beim Kilometer 54,2 mit der Steigung von Natxitua (205 m) eine weitere Bergwertung der 3. Kategorie folgte. Im Anschluss ging es zurück ins Landesinnere und nach einer nicht-kategorisierten Steigung bei Ereño wurde kurz vor Agirre mit dem Anstieg von Paresi (402 m) die einzige Bergwertung der 2. Kategorie abgenommen. Die Kuppe des Anstieges, wurde nach 102,4 Kilometern überquert, ehe es über hügliges Terrain nach Muxika ging, wo nach 124,8 Kilometern der erste Zwischensprint ausgefahren wurde. Anschließend nahmen die Fahrer die Alto de Morga in Angriff auf, der jedoch keine Bergwertung abgenommen wurde. Diese folgte kurz darauf rund 25,6 Kilometer vor dem Ziel bei Belarrinaga (221 m) und war als Anstieg der 3. Kategorie klassifiziert. Die erste Zieldurchfahrt in Amorebieta-Etxano erfolgte 18,8 Kilometer vor dem Ziel. Hier wurde mit noch 18,8 zu fahrenden Kilometer der zweite Zwischensprint ausgetragen, ehe eine kleine Zusatzschleife auf engen, hügligen Straßen von Euba über Etxano zum Zielstrich führte.
| Platz | Fahrer                   | Nation | Team              | Zeit                   |
| ----- | ------------------------ | ------ | ----------------- | ---------------------- |
| 01.   | Sergio Higuita           | COL    | Bora-hansgrohe    | 3:59:57 h (41,13 km/h) |
| 02.   | Andrea Bagioli           | ITA    | Soudal Quick-Step | "                      |
| 03.   | Mattias Skjelmose Jensen | DEN    | Trek-Segafredo    | "                      |
| 04.   | Matteo Sobrero           | ITA    | Team Jayco AlUla  | "                      |
| 05.   | Mauro Schmid             | SUI    | Soudal Quick-Step | "                      |
| 06.   | Clément Champoussin      | FRA    | Team Arkéa-Samsic | "                      |
| 07.   | Ion Izagirre             | ESP    | Cofidis           | "                      |
| 08.   | Felix Gall               | AUT    | AG2R Citroën Team | "                      |
| 09.   | Ruben Guerreiro          | POR    | Movistar Team     | "                      |
| 10.   | Jonas Vingegaard         | DEN    | Jumbo-Visma       | "                      |

| Platz | Fahrer                   | Nation | Team               | Zeit       |
| ----- | ------------------------ | ------ | ------------------ | ---------- |
| 01.   | Jonas Vingegaard         | DEN    | Jumbo-Visma        | 21:08:52 h |
| 02.   | Mikel Landa              | ESP    | Bahrain Victorious | + 0:13 min |
| 03.   | Mattias Skjelmose Jensen | DEN    | Trek-Segafredo     | + 0:32 min |
| 04.   | David Gaudu              | FRA    | Groupama-FDJ       | "          |
| 05.   | Matteo Sobrero           | ITA    | Team Jayco AlUla   | + 0:34 min |
| 06.   | Ion Izagirre             | ESP    | Cofidis            | "          |
| 07.   | Enric Mas                | ESP    | Movistar Team      | + 0:37 min |
| 08.   | Sergio Higuita           | COL    | Bora-hansgrohe     | + 0:38 min |
| 09.   | Brandon McNulty          | USA    | UAE Team Emirates  | + 0:39 min |
| 10.   | Simon Yates              | GBR    | Team Jayco AlUla   | + 0:40 min |

### Etappe 6: Eibar – Eibar (137,8 km)
Dies sechste und letzte Etappe wurde erneut auf einem Rundkurs ausgetragen, dessen Start und Ziel in Eibar lag. Die Schlussetappe ähnelte jenen der vorangegangenen Jahre, wobei diesmal keine Bergankunft auf dem Arrate stattfand. Mit sieben Bergwertungen handelte es sich jedoch um den anspruchsvollsten Abschnitt der Rundfahrt. Nach dem Start führte die Strecke entlang des Deba in Richtung Norden, ehe mit dem Elkorrieta (188 m) nach 13,5 Kilometern die erste Bergwertung der 3. Kategorie abgenommen wurde. Im Anschluss drehte die Fahrtrichtung gen Süden und mit der Alto de Azurki (674 m) und dem Elosua-Gorla (684 m) wurden eine Bergwertung der 1. und 2. Kategorie nach 24,9 bzw. 45 Kilometern überquert. Nach Bergara folgte nun rund 10 Kilometer langes Flachstück, ehe mit dem Krabelin (578 m) der anspruchsvollste Anstieg der Rundfahrt in Angriff genommen wurde. Dieser wies auf seiner Länge von fünf Kilometern eine durchschnittliche Steigung von 9,6 % auf und war als Bergwertung der 1. Kategorie klassifiziert. Nachdem die Kuppe in etwa zur Hälfte der Etappe überquert wurde, folgte eine längere Abfahrt, die die Fahrer nach Marquina-Jeméin führte. Hier wurde nach 83,7 Kilometern der erste Zwischensprint ausgefahren, ehe mit dem Trabacúa (402 m) eine Bergwertung der 3. Kategorie folgte, die nach 92,6 Kilometern abgenommen wurde. Nach mehreren kleineren Wellen erreichten die Fahrer beim Kilometer 104,5 den Zielort Eibar, wo der zweite Zwischensprint ausgefahren wurde. Direkt danach begann die Straße wieder zu steigen und führte auf den Anstieg von Izua (543 m), der auf seinen 4,1 Kilometern eine Durchschnittsteigung von 9,2 % aufwies. Nachdem die Kuppe 26,8 Kilometer vor dem Ziel erreicht wurde, folgte eine längere Abfahrt, ehe der flachere Urkaregi (344 m) befahren wurde, der als Bergwertung der 3. Kategorie klassifiziert war. Dieser wurde als letzter Anstieg 12,5 Kilometer vor dem Ziel überquert und die Fahrer gelangten über Elgoibar zum Zielort Eibar, wobei die letzten fünf Kilometer leicht bergauf führten.
| Platz | Fahrer           | Nation | Team              | Zeit                   |
| ----- | ---------------- | ------ | ----------------- | ---------------------- |
| 01.   | Jonas Vingegaard | DEN    | Jumbo-Visma       | 3:36:42 h (38,15 km/h) |
| 02.   | James Knox       | GBR    | Soudal Quick-Step | + 0:47 min             |
| 03.   | Ion Izagirre     | ESP    | Cofidis           | + 0:49 min             |
| 04.   | Brandon McNulty  | USA    | UAE Team Emirates | "                      |
| 05.   | Sergio Higuita   | COL    | Bora-hansgrohe    | "                      |
| 06.   | David Gaudu      | FRA    | Groupama-FDJ      | "                      |
| 07.   | Mauro Schmid     | SUI    | Soudal Quick-Step | "                      |
| 08.   | Simon Yates      | GBR    | Team Jayco AlUla  | "                      |
| 09.   | Enric Mas        | ESP    | Movistar Team     | "                      |
| 10.   | Felix Gall       | AUT    | AG2R Citroën Team | "                      |

| Platz | Fahrer           | Nation | Team               | Zeit       |
| ----- | ---------------- | ------ | ------------------ | ---------- |
| 01.   | Jonas Vingegaard | DEN    | Jumbo-Visma        | 24:45:24 h |
| 02.   | Mikel Landa      | ESP    | Bahrain Victorious | + 1:12 min |
| 03.   | Ion Izagirre     | ESP    | Cofidis            | + 1:29 min |
| 04.   | David Gaudu      | FRA    | Groupama-FDJ       | + 1:31 min |
| 05.   | Enric Mas        | ESP    | Movistar Team      | + 1:36 min |
| 06.   | Sergio Higuita   | COL    | Bora-hansgrohe     | + 1:37 min |
| 07.   | Brandon McNulty  | USA    | UAE Team Emirates  | + 1:38 min |
| 08.   | James Knox       | GBR    | Soudal Quick-Step  | "          |
| 09.   | Simon Yates      | GBR    | Team Jayco AlUla   | + 1:39 min |
| 10.   | Felix Gall       | AUT    | AG2R Citroën Team  | + 1:50 min |

## Wertungen im Verlauf
| Etappe         | Etappensieger    | Gesamtwertung    | Sprintwertung    | Bergwertung     | Nachwuchswertung         | Teamwertung       | aktivster Fahrer |
| -------------- | ---------------- | ---------------- | ---------------- | --------------- | ------------------------ | ----------------- | ---------------- |
| 1              | Ethan Hayter     | Ethan Hayter     | Ethan Hayter     | Jon Barrenetxea | Ethan Hayter             | Ineos Grenadiers  | Txomin Juaristi  |
| 2              | Ide Schelling    | Ide Schelling    | Alex Aranburu    | Jon Barrenetxea | Ide Schelling            | Movistar Team     | Javier Romo      |
| 3              | Jonas Vingegaard | Jonas Vingegaard | Alex Aranburu    | Jon Barrenetxea | Mattias Skjelmose Jensen | Movistar Team     | Rémi Cavagna     |
| 4              | Jonas Vingegaard | Jonas Vingegaard | Jonas Vingegaard | Jon Barrenetxea | Mattias Skjelmose Jensen | Soudal Quick-Step | Jon Barrenetxea  |
| 5              | Sergio Higuita   | Jonas Vingegaard | Jonas Vingegaard | Jon Barrenetxea | Mattias Skjelmose Jensen | Soudal Quick-Step | Mattia Cattaneo  |
| 6              | Jonas Vingegaard | Jonas Vingegaard | Jonas Vingegaard | Jon Barrenetxea | Brandon McNulty          | Soudal Quick-Step | Esteban Chaves   |
| Wertungssieger | Wertungssieger   | Jonas Vingegaard | Jonas Vingegaard | Jon Barrenetxea | Brandon McNulty          | Soudal Quick-Step | nicht vergeben   |